# شهلا جاهد
خدیجه «شهلا» جاهد (۲۰ اردیبهشت ۱۳۴۸ – ۱۰ آذر ۱۳۸۹) پرستار ایرانی و همسر موقت بازیکن فوتبال ناصر محمدخانی بود که به اتهام قتل لاله سحرخیزان، همسر دائم محمدخانی در منزل شخصی محمدخانی واقع در میدان کتابی تهران در ۱۷ مهر ۱۳۸۱، به قصاص محکوم شد و بامداد ۱۰ آذر ۱۳۸۹ در زندان اوین به دار آویخته شد.وی در قطعه ۲۴۹ ردیف ۱۱۴ شماره ۳۲ واقع در بهشت زهرا در تهران آرمیده است.